# Géostatistique intrinsèque
La géostatistique intrinsèque est la branche de la géostatistique qui étudie une variable régionalisée en la considération comme réalisation d'une fonction aléatoire. Ce passage est nommé modèle topo-probabiliste.
Ce passage n'est pas trivial. En effet, le phénomène physique étudié est le plus généralement unique. La géostatistique intrinsèque nécessite de déduire un modèle probabiliste à partir d'une seule de ses réalisations. On parle de randomisation ou d'immersion probabiliste.

## Notations
Les notations usuelles sont :
- x le point courant de l'espace de travail
- z la variable régionalisée étudiée
- Z la fonction aléatoire associée à z
- S le champ de la variable régionalisée étudiée, généralement borné

On notera, pour une fonction aléatoire Z, sa moyenne sur un domaine v (sous-ensemble de S) :
{\displaystyle {\bar {Z}}\left(v\right)={\frac {1}{[v]}}\int _{v}Z(x)\mathrm {d} x} où {\displaystyle \scriptstyle [v]=\int _{v}\mathrm {d} x} est la mesure du domaine v.

## Concepts et propriétés utilisés

### Stationnarité du modèle
Stricto sensu, une variable régionalisée n'est pas sujette à des propriétés de stationnarité ; cette notion n'est pertinente que pour la fonction aléatoire dont le géostatisticien propose un modèle. Ces notions sont donc empiriques et approximatives, dépendantes du domaine et de l'échelle de travail : elles sont souvent supposées a priori, et parfois contrôlées a posteriori.
La stationnarité d'une loi est son invariance par translation. Soit un multiplet quelconque de points (de dimensions et orientation fixées), sa loi spatiale ne dépend pas du lieu de son implantation. On peut également exiger la stationnarité locale, c'est-à-dire que la fonction doit, en tout point, être stationnaire sur un voisinage de ce point (voisinage glissant indépendant du point[pourquoi ?]).
Cette hypothèse est extrêmement forte, on lui préfère en pratique la stationnarité d'ordre 2, qui requiert que les espérances des valeurs ponctuelles et des doublets de points de processus existent et soient invariantes par translation. Par rapport à la définition stricte, celle-ci ne concerne que les lois au plus bivariables, cependant elle exige l'existence des moments d'ordre 1 et 2 sur les valeurs ponctuelles. Par abus de langage, cette propriété est souvent appelée « stationnarité », et la précédente « stationnarité stricte ».
Enfin, on peut évoluer dans un modèle intrinsèque, si les accroissements Z(x)-Z(y) sont stationnaires d'ordre 2. Il en découle l'existence de deux fonctions:
- une dérive, fonction linéaire {\displaystyle \scriptstyle \forall x,m\left(h\right)=\mathbf {E} [Z\left(x+h\right)-Z\left(x\right)]}; le cas sans dérive est tel que {\displaystyle \scriptstyle m\left(h\right)=0} ;
- un demi-variogramme, ou variogramme {\displaystyle \scriptstyle \forall x,\gamma \left(h\right)={\tfrac {1}{2}}\mathbf {Var} [Z\left(x+h\right)-Z\left(x\right)]}, et dans le cas sans dérive {\displaystyle \scriptstyle \gamma \left(h\right)={\tfrac {1}{2}}\mathbf {E} [\left(Z\left(x+h\right)-Z\left(x\right)\right)^{2}]}.

Une fonction aléatoire intrinsèque non stationnaire d'ordre 2 est dite strictement intrinsèque.

### Problèmes globaux et locaux
Un problème est dit global s'il met en jeu la totalité du champ de la variable régionalisée étudiée. Il dépend à la fois de la structure intrinsèque de la variable régionalisée et de la géométrie du champ d'étude. Un tel problème se traite par la géostatistique transitive. Il est alors demandé l'homogénéité spatiale de l'implantation des données. Dans ce cas, on pourra distinguer le problème d'estimation (qui ne nécessite pas la stationnarité de la variable régionalisée, et se résout à l'aide du comportement à l'origine du covariogramme transitif), et le problème d'interprétation structurale sur la variable régionalisée (où les effets de la variable régionalisée et du champ d'étude doivent être séparés).
Un problème est dit local s'il se pose dans le voisinage d'un point d'étude. Sous la même contrainte d'homogénéité de la répartition de l'information, on construira alors des estimateurs linéaires invariants par translations; la stationnarité est celle de l'estimateur, non celle du phénomène physique.

### Ergodicité
On demande généralement au processus stationnaire Z de satisfaire l'hypothèse d'ergodicité. On définit :
{\displaystyle M^{*}={\frac {1}{[S]}}\int _{S}Z(x)\mathrm {d} x}
L'hypothèse d'ergodicité suppose que :
{\displaystyle \lim _{[S]\to \infty }M^{*}=\mathbf {E} \left[Z\right]}
On a alors:
{\displaystyle \mathbf {E} [M^{*}]=m}
{\displaystyle \mathbf {Var} [M^{*}]={\frac {1}{[S]^{2}}}\int \sigma (h)K(h)\mathrm {d} h} avec K(h) le covariogramme géométrique de S et σ(h) la covariance centrée de Z.
La stationnarité n'entraîne pas l'ergodicité. En pratique S ne peut tendre vers l'infini. On dira que plus Var[M*] est faible, plus m présente de signification objective. Asymptotiquement, on aura :
{\displaystyle \mathbf {Var} [M^{*}]\sim {\frac {A}{S}}\sigma \left(0\right)} où {\displaystyle \scriptstyle A={\frac {1}{\sigma \left(0\right)}}\int \sigma (h)\mathrm {d} h} est la portée intégrale, qui a la dimension de l'espace (aire dans ℝ2).
Tout se passe comme si l'estimateur M* était obtenu en prenant la moyenne de N=S/A variables indépendantes de variance σ(0). Plus N est grand, plus le paramètre présente de signification objective. Par conséquent, on peut supposer l'hypothèse d'ergodicité si S est grand par rapport à A. De plus, soit un support s suffisamment grand par rapport à A. On peut écrire {\displaystyle \scriptstyle {\bar {\sigma }}\left(v,v\right)={\frac {A}{v}}}. On peut contrôler si le modèle est correct en estimant la validité de la relation {\displaystyle \scriptstyle s^{2}\left(s|S\right)=A\left({\frac {1}{s}}-{\frac {1}{S}}\right)}. Il existe également des modèles théoriques de portée intégrale infinie, à éviter.

### Échelle de travail
L'échelle de travail est totalement absente du formalisme probabiliste, néanmoins elle détermine la manière dont le géostatisticien contrôlera a posteriori les hypothèses de stationnarité et d'ergodicité.

### Support
Le support est la taille physique, caractérisée par une géométrie et une orientation, du volume sur lequel est mesurée la variable régionalisée.

## Géostatistique linéaire (cas stationnaire ou intrinsèque)
La géostatistique linéaire est la partie de la géostatistique intrinsèque qui étudie des combinaisons linéaires de la fonction aléatoire Z considérée, qui sera prise dans la suite comme stationnaire d'ordre 2. Une telle fonction aléatoire est décrite par sa loi spatiale pour tout n-uplet de points :
{\displaystyle f\left(\left\{x_{1};...;x_{n}\right\};\left\{z_{1};...;z_{n}\right\}\right)=\mathbf {P} \left(Z\left(x_{1}\right)\leq z_{1};...;Z\left(x_{n}\right)\leq z_{n}\right)}
En pratique, la loi spatiale est trop riche, c'est pourquoi ou se limite à la manipulation des deux premiers moments de la fonction aléatoire :
{\displaystyle m_{x}=\mathbf {E} \left[Z\left(x\right)\right]}
{\displaystyle C_{xy}=\mathbf {Cov} \left[Z\left(x\right),Z\left(y\right)\right]} (covariance centrée)
Les espérances seront utilisées pour définir la valeur des estimateurs qui seront utilisés, et les variances comme critères de qualité de ces estimateurs.
Cette restriction impose de n'utiliser que des combinaisons linéaires de la fonction aléatoire étudiée, seules expressions dont on saura fournir une espérance et une variance. Une conséquence est qu'il faudra travailler sur des variables régionalisées additives (c'est-à-dire telles que toute combinaison linéaire de cette variable ait le même sens physique que la variable ponctuelle).
Malgré ces restrictions, la géostatistique linéaire possède les avantages suivants : elle est simple à mettre en œuvre, et c'est souvent la seule approche possible.

### Combinaisons linéaires autorisées
Une combinaison linéaire de la fonction aléatoire est {\displaystyle \scriptstyle \sum _{i}\lambda _{i}Z_{i}}. Une mesure sur la fonction aléatoire est {\displaystyle \scriptstyle \int \lambda \left(\mathrm {d} t\right)Z\left(t\right)}.
Une combinaison linéaire (respectivement une mesure) est dite autorisée (en abrégé, CLA) si son espérance et sa variance sont finies.

#### Cas stationnaire d'ordre 2
Dans le cadre d'une fonction aléatoire stationnaire d'ordre 2, toutes les mesures sont autorisées, toutes les combinaisons linéaires sont autorisées et stationnaires.
Dans ce cas, les deux premiers moments s'écrivent :
{\displaystyle \mathbf {E} \left[\sum _{i}\lambda _{i}Z_{i}\right]=\sum _{i}\lambda _{i}m_{i}}

{\displaystyle \mathbf {Var} \left[\sum _{i}\lambda _{i}Z_{i}\right]=\sum _{ij}\lambda _{i}C_{ij}\lambda _{j}}
De plus, dans les hypothèses présentes, on peut simplifier l'écriture des moments :
{\displaystyle m\left(x\right)=m} constant dans l'espace

{\displaystyle C\left(x,y\right)=C\left(h\right)} avec {\displaystyle h=x-y}
La covariance stationnaire a les propriétés de symétrie, d'inégalité de Schwarz, de positivité. De plus, son comportement à l'origine est lié aux caractères de continuité ou de dérivabilité en moyenne quadratique de la fonction aléatoire. Par contre, à la différence du covariogramme transitif, C(h) peut ne pas être identiquement nul au-delà d'une certaine valeur de h. Son intégrale ∫ C(h)dh n'est non plus pas forcément définie.

#### Cas intrinsèque
Dans l'hypothèse intrinsèque, les CLA exactement les combinaisons d'accroissement (du type {\displaystyle \scriptstyle \sum _{i}\lambda _{i}\left(Z\left(x_{i}\right)-Z\left(y_{i}\right)\right)}), c'est-à-dire les mesures de poids total nul : λ(dt) telles que ∫λ(dt)=0. La valeur ponctuelle elle-même n'est pas une CLA.
L'espérance d'une CLA dans le cas intrinsèque sans dérive est nulle. Sa variance s'obtient comme s'il existait une covariance égale à l'opposé du variogramme : {\displaystyle \mathbf {Var} [\sum _{i}\lambda _{i}Z_{i}]=\sum _{i,j}-\lambda _{i}\gamma _{i,j}\lambda _{j}}. Cela reste vrai si le variogramme n'est pas stationnaire.

### Variance d'extension

#### Cas stationnaire d'ordre 2
Soit un domaine borné v. On posera la variable aléatoire suivante, moyenne spatiale de la fonction aléatoire étudiée :

{\displaystyle {\bar {Z}}\left(v\right)={\frac {1}{[v]}}\int _{v}Z(x)\mathrm {d} x} où [v] est la mesure du domaine v
La variance de Z(v) s'écrit:

{\displaystyle \mathbf {Var} \left[{\bar {Z}}\left(v\right)\right]={\frac {1}{[v]^{2}}}\int _{v}\int _{v}Z(x-y)\mathrm {d} x\mathrm {d} y}, qui est la version continue d'une variance de CLA
Posons maintenant deux domaines v et v′. Comme {\displaystyle \scriptstyle \mathbf {E} \left[{\bar {Z}}\left(v\right)-Z\left(v'\right)\right]=0}, Z(v′) est un estimateur sans biais de Z(v). On appelle variance d'extension de v à v′ la variance de l'erreur d'estimation :

{\displaystyle \sigma _{E}^{2}\left(v,v'\right)=\mathbf {Var} \left[{\bar {Z}}\left(v\right)-Z\left(v'\right)\right]}
On écrit alors:

{\displaystyle \sigma _{E}^{2}={\bar {C}}\left(v,v\right)+{\bar {C}}\left(v',v'\right)-2{\bar {C}}\left(v,v'\right)}
La variance d'extension est invariante par translation identique des deux domaines v et v′ ; c'est donc une caractéristique non-locale du modèle. Dans le cas où v′ est un ensemble fini de points Z(xi), on parle de variance d'estimation de v par les prélèvements Z(xi).
Cependant, {\displaystyle \scriptstyle \sigma _{E}^{2}} n'est pas une variance conditionnelle, puisque la quantité à estimer et l'estimateur y jouent un rôle symétrique. De plus, on ne peut pas en déduire d'intervalle de confiance.
Historiquement, la géostatistique s'est développé initialement pour expliquer les comportements de la variance de dispersion, ce que ne faisait pas la statistique classique.

#### Cas intrinsèque
On vérifie aisément que Z(v)-Z(v′) est une CLA. Alors {\displaystyle {\sigma _{\mathrm {E} }}^{2}\left(v,v'\right)=2{\bar {\gamma }}\left(v,v'\right)-{\bar {\gamma }}\left(v,v,\right)-{\bar {\gamma }}\left(v',v'\right)}.
On retrouve en cas particulier : {\displaystyle {\sigma _{\mathrm {E} }}^{2}\left(\left\{x\right\},\left\{x+h\right\}\right)=2\gamma \left(h\right),\forall x}.

### Dispersion statistique

#### Cas stationnaire d'ordre 2
Soit un domaine V de l'espace de travail et une partition de V en N sous-domaines vi identiques entre eux à une translation près. Nous poserons Z et zi les moyennes respectivement sur V et sur  vi de z(x). On généralise le concept de dispersion (ou variance) grâce à la dispersion statistique de v dans V, donnée par :
{\displaystyle s^{2}\left(v|V\right){=}{\frac {1}{N}}\sum _{i}\left({\bar {z}}_{i}-{\bar {z}}\right)^{2}}, où l'on retrouve la variance statistique pour un domaine v = {x} ponctuel.
Par immersion probabiliste, on définit une nouvelle variable aléatoire S2(v|V):
{\displaystyle S^{2}\left(v|V\right){=}{\frac {1}{N}}\sum _{i}\left({\bar {Z}}_{i}-{\bar {Z}}\right)^{2}}
On définit la variance de dispersion de v dans V comme l'espérance mathématique de S2(v|V), et on la note σ2(v|V).
La variance de dispersion peut également s'écrire sans contrainte de partition (et même quand v est un sur-ensemble de V, auquel cas elle est négative) :
{\displaystyle \sigma ^{2}(v|V){=}{\bar {C}}(v,v)-{\bar {C}}(V,V)}
On définit également la covariance de dispersion de v et v′ dans V :
{\displaystyle \sigma ^{2}\left(v,v'|V\right){=}{\bar {C}}(v,v)-{\bar {C}}(V,V)}
On a également:
{\displaystyle \sigma ^{2}\left(0|V\right){=}C(0)-{\bar {C}}(V,V)}
{\displaystyle \sigma _{E}^{2}\left(v,v'\right){=}\sigma ^{2}\left(v|V\right)+\sigma ^{2}\left(v'|V\right)-2\sigma ^{2}\left(v,v'|V\right),\forall V}
Il existe des phénomènes où s2(v|V) croît indéfiniment lorsque V croît. Cela oblige à proposer le cas échéant un modèle sans variance a priori.

#### Cas intrinsèque
On a alors : {\displaystyle \sigma ^{2}\left(v|V\right)={\bar {\gamma }}\left(V,V\right)-{\bar {\gamma }}\left(v,v\right)}. En particulier, {\displaystyle \sigma ^{2}\left(\left\{o\right\}|V\right)={\bar {\gamma }}\left(V,V\right)}

### Représentation glissante
La représentation glissante d'une variable régionalisée z S0 est la fonction aléatoire Z définie par :
{\displaystyle Z\left(x\right)=z\left({\underline {u}}+x\right)} où u est le point aléatoire uniforme sur S0.
En posant en outre la grandeur régionale suivante, qui est covariance de Z :
{\displaystyle C\left(x,y\right)={\frac {1}{[S_{0}]}}\int _{S_{0}}z\left(u+x\right)z\left(u+y\right)\mathrm {d} u}

avec {\displaystyle C\left(x,y\right)=\mathbf {E} [Z(x).Z(y)]}

#### Régularisation
La régularisation d'une variable aléatoire est sa pondération par une mesure. Soit p(dt) une mesure supposée normée (∫p(dt)=1), on écrit la régularisée:
{\displaystyle \scriptstyle Z_{p}\left(x\right)=\int Z\left(x+t\right)p\left(\mathrm {d} t\right)}
Zp est une intégrale stochastique, définie, dans le cas stationnaire d'ordre 2, ssi {\displaystyle \int \int p\left(\mathrm {d} x\right)C_{x,y}p\left(\mathrm {d} y\right)<\inf }.
En cas d'existence, Zp est stationnaire d'ordre 2 et de covariance {\displaystyle C_{p}\left(h\right)=\int \int C\left(h+x-y\right)p\left(\mathrm {d} x\right)p\left(\mathrm {d} y\right)}.
Cela reste vrai en hypothèse intrinsèque stricte, en remplaçant alors C(·) par γ(∞)−γ(·).

## Géostatistique non-stationnaire
Dans cette partie, nous étudions les modèles locaux de non-stationnarité.
Deux techniques permettent de se ramener à une situation stationnaire:
- Krigeage universel : séparation du phénomène en deux composantes;
- géostatistique intrinsèque par les FAI-k: transformation du phénomène en phénomène stationnaire.

## Géostatistique multivariable
La géostatistique multivariable s'intéresse à l'étude de plusieurs variables connues aux mêmes points (isotopie), ou en des points différant partiellement (hétérotopie). Deux approches sont possibles et équivalentes:
- selon une famille de fonctions aléatoires Zi(x) où x∈ℝn et i∈D;
- selon une fonction aléatoire vectorielle Z(x,i) où (x,i)∈ℝn✕D.

Dans le cas général, les variables ne peuvent pas être traitées indépendamment, même dans le cas où elles sont indépendantes. Les dépendances s'expriment au moyen de la covariance croisée :
{\displaystyle K_{i,j}\left(x;y\right)=\mathbf {Cov} [Z_{i}\left(x\right);Z_{j}\left(y\right)]}
Supposons que le cas d'une Fonction aléatoire stationnaire d'ordre 2 d'espérance nulle. Les covariances et covariances croisées sont alors toujours définies et invariantes par translation dans l'espace géographique ℝn : elles ne dépendent que du vecteur différence h=y-x, et on les note Ki,j(h). On vérifie:
- Ki,i(h) = 0;
- Ki,j(h) ≢ Ki,j(h) pour i≠j dans le cas général; on parle de décalage ou déphasage; la symétrie peut être assurée (par exemple pour l'étude corégionalisée entre une fonction aléatoire et sa dérivée seconde), de même que l'antisymétrie (par exemple pour entre une fonction aléatoire et sa dérivée);
- Ki,j(h) ≢ Kj,i(−h) (la symétrie est hermitienne dans le cas complexe);
- Ki,j(h) = 0 si Zi et Zj sont indépendantes;
- la matrice σi,j=Ki,j(0), de dimensions d×d, est la matrice de variances-covariances ; on vérifie l'inégalité de Schwarz |Ki,j(h)|≤√σi,iσj,j.